# 13e régiment de hussards « roi Humbert d'Italie » (1er régiment de hussards électoral hessois)
Pour les articles homonymes, voir 13e régiment.
Le 13e régiment de hussards « roi Humbert d'Italie » (1er régiment de hussards électoral hessois) (Husaren-Regiment „König Humbert von Italien“ (1. Kurhessisches) Nr. 13) est une unité de cavalerie de l'Armée prussienne. Unité de la 34e division d’infanterie allemande, elle était rattachée au XVIe Corps d'Armée allemand avant 1914.

## Historique
Créé le 22 novembre 1813, le 13e régiment de hussards s'illustra à Wœrth et Sedan pendant la Guerre franco-allemande de 1870. En garnison à Francfort-sur-le-Main, puis à Mayence, il fut stationné à Thionville en 1905. Faisant partie de la 45e Kavallerie-Brigade commandée par le général Eberhard von Hofacker, le 13e régiment était commandé par le lieutenant colonel von dem Bussche-Haddenhausen. Le chef du régiment, à titre honorifique, était Victor-Emmanuel III.

## Première Guerre mondiale
Au cours de la guerre 1914-1918, l'unité de cavalerie a été intégrée à la 6. Kavallerie-Division. Après les Flandres en 1914, l'unité est envoyée sur le front de l'Est jusqu'en 1917. Elle est envoyée en Alsace en 1918.

## Commandants
| grades                      | Noms                                        | Dates                             |
| --------------------------- | ------------------------------------------- | --------------------------------- |
| Major/Oberstleutnant        | Wilhelm von Heuduck (de)                    | 14 janvier 1868 - 15 août 1873    |
| Major/Oberstleutnant        | Ludwig Heinrich von Lützow gen. von Dorgelo | 16 août 1873 - 14 juillet 1875    |
| Oberstleutnant              | von Plötz                                   | 19 août 1875 - 21 mai 1877        |
| Major/Oberstleutnant        | von Bülow                                   | 9 juillet 1877 - 4 juillet 1883   |
| Major/Oberstleutnant        | Franz von Niesewand (de)                    | 21 août 1883 - 3 août 1888        |
| Major/Oberstleutnant        | Moritz von Bissing                          | 17 juin 1889 - 14 juillet 1893    |
| Oberstleutnant              | von Quast                                   | 27 janvier 1894 - 17 avril 1896   |
| Oberstleutnant/Oberst       | Georg von Alten (de)                        | 16 juin 1896 - 17 octobre 1900    |
| Major/Oberstleutnant/Oberst | Matthias Hans Ludwig von Blumenthal         | 16 février 1901 - 9 avril 1906    |
| Oberstleutnant              | Ernst von Hoeppner                          | 21 juillet 1906 - 30 juillet 1908 |
| Major/Oberstleutnant/Oberst | Hans von Heuduck                            | 16 juin 1908 - 17 avril 1913      |
| Major/Oberstleutnant        | Freiherr von dem Busche-Haddenhausen        | 18 avril 1913                     |
|                             | Freiherr von Reitzenstein                   | 4 juillet 1916                    |
|                             | Moser                                       | 1er avril 1918                    |
|                             | von Linsingen                               | 20 mai 1918                       |
| Major                       | Kurt Otto Paul Eduard von Lewinski          | 27 octobre 1918                   |
| Rittmeister                 | Georg Ilsemann                              | 1919                              |

## Source
- Georg Ilsemann 1921: Husaren-Regiment König Humbert von Italien (1. Kurhess.) Nr. 13. Nach Regimentstagebüchern und eigenen Aufzeichnungen zusammengestellt. Erinnerungsblätter Deutscher Regimenter, Gerhard Stalling, Berlin, 1921.
- Felix Kühls:Geschichte des Königlich Preußischen Husaren-Regiments König Humbert von Italien (Kurhessisches) Nr.13 zum hundertjährigen Stiftungstag, Thionville, 1913.